# Georg Aulmann
Johann Georg Aulmann (* 27. Mai 1884 in Hall, Königreich Württemberg; † 6. November 1969 in Berlin) war ein deutscher Naturwissenschaftler und Zoologe. 

## Leben
Er war der Sohn des Photographen Emmerich Aulmann und dessen Ehefrau Frieda geborene Rhein aus Schwäbisch Hall. Nach dem Besuch der Oberrealschule ging Aulmann zum Studium an die Technische Hochschule nach Darmstadt und im Anschluss an die Universität Erlangen. Dort wurde Aulmann zum Dr. phil. promoviert. Während seines Studiums wurde er 1902 Mitglied der Landsmannschaft Normannia Darmstadt.
Von 1908 bis 1914 war er Assistent am Zoologischen Museum in Berlin und wurde dann zum Direktor des Löbbecke- und Naturwissenschaftlichen Museums in Düsseldorf ernannt. Im Juni 1921 wurde Georg Aulmann zusätzlich Direktor des durch Krieg und Wirtschaftskrise desolaten Zoologischen Gartens Düsseldorf, wodurch beide Institutionen in Personalunion geführt wurden. Unter seiner Leitung konnte der Zoo sogar gewinnbringend betrieben werden. Sein Nachfolger wurde 1933 Rudolf Weber.
Georg Aulmann war u. a. Mitglied der Deutschen Zoologischen Gesellschaft (DZG) und der Deutschen Gesellschaft für angewandte Entomologie.
Aulmann lebte zuletzt in Berlin-Wilmersdorf. Er starb 1969 im Alter von 85 Jahren im dortigen Sankt-Gertrauden-Krankenhaus. Er war seit 1913 mit Ella Johanna geb. Klein verheiratet.

## Werke (Auswahl)
- (mit Wolfgang La Baume): Die Schädlinge des Kaffees (= Die Fauna der deutschen Kolonien, Reihe 5: Die Schädlinge der Kulturpflanzen, H. 2), Berlin, R. Friedländer & Sohn, 1911.
- Allgemeine Uebersicht und die Anleitung zum Beobachten, Sammeln und Konservieren, Berlin, R. Friedländer & Sohn, 1911.
- Die Schädlinge der Baumwolle (= Die Fauna der deutschen Kolonien, Reihe 5: Die Schädlinge der Kulturpflanzen, H. 4), Berlin, R. Friedländer & Sohn, 1912.
- (mit Wolfgang La Baume): Die Schädlinge des Kakaos (= Die Fauna der deutschen Kolonien, Reihe 5: Die Schädlinge der Kulturpflanzen, H. 5), Berlin, R. Friedländer & Sohn, 1912.
- Die Schädlinge der Kautschukpflanzen, hrsg. mit Unterstützung des Reichs-Kolonialamtes von Zoologischen Museum in Berlin (= Die Fauna der deutschen Kolonien, Reihe 5: Die Schädlinge der Kulturpflanzen, H. 6), Berlin, R. Friedländer & Sohn, 1913.